# Эномай (Еврипид)
«Эномай» (др.-греч. Οἰνόμαος) — трагедия древнегреческого драматурга Еврипида (V век до н. э.) на тему мифов о Пелопе, текст которой утрачен за исключением нескольких небольших отрывков.
Заглавный герой пьесы — царь Писы в Элиде, который вызывал женихов своей дочери Гипподамии на состязания в беге на колесницах, догонял их и убивал. Так продолжалось до появления Пелопа, который подговорил царского колесничего Миртила заменить металлическую втулку в колеснице Эномая на восковую. Царь разбился насмерть, а Пелоп женился на Гипподамии.
«Эномай» был впервые поставлен на сцене примерно между 411 и 409 годами до н. э. вместе с «Финикиянками» (текст сохранился) и «Хрисиппом» (текст был утрачен). Этот драматический цикл занял в состязании второе место.
Трагедию с таким же названием написал и Софокл. Латинскую версию одной из двух этих пьес создал во II веке до н. э. Луций Акций.